# أيمية
الأَيْمِيَّة (من الأَيْم: الثعبان، باللاتينية: Colubrina، من coluber أي ثعبان. سميت بذلك نظراً لشكل سوقها وأسديتها) جنس نباتات من الفصيلة السدرية، يضم حوالي 30 نوعاً. وهي أصيلة المناطق الاستوائية من أفريقيا والأمريكيتين وجنوب آسيا وشمال أستراليا وجزر المحيط الهندي.

## الأنواع
يوجد عدة أنواع من جنس الأيمية:
- الأيمية الآسيوية (الاسم العلمي: Colubrina asiatica)
- الأيمية الإهليلجية (الاسم العلمي: Colubrina elliptica)
- الأيمية التكساسية (الاسم العلمي: Colubrina texensis)
- الأيمية التؤلولية (الاسم العلمي: Colubrina verrucosa)
- الأيمية السهكية (الاسم العلمي: Colubrina ferruginosa)
- الأيمية العقدية (الاسم العلمي: Colubrina glandulosa)
- الأيمية الغريغية (الاسم العلمي: Colubrina greggii)، نسبة إلى جوشيا غريغ عالم طبيعة وتاجر أمريكي
- الأيمية الكاليفورنية (الاسم العلمي: Colubrina californica)
- الأيمية الكوبية (الاسم العلمي: Colubrina cubensis)
- الأيمية المتشجرة (الاسم العلمي: Colubrina arborescens)
- الأيمية المتقابلة الأوراق (الاسم العلمي: Colubrina oppositifolia)
- الأيمية المُضَلّلة (الاسم العلمي: Colubrina decipiens)
- الأيمية المُعَنَّقَة (الاسم العلمي: Colubrina pedunculata)
- الأيمية المفصلية (الاسم العلمي: Colubrina articulata)
- الأيمية المنتصبة (الاسم العلمي: Colubrina stricta)
- الأيمية الوبرية (الاسم العلمي: Colubrina pubescens)